# Coleophora paragenistae
Coleophora paragenistae é uma espécie de mariposa do gênero Coleophora pertencente à família Coleophoridae.